# James Gray (informaticien)
 (septembre 2020).
Si vous disposez d'ouvrages ou d'articles de référence ou si vous connaissez des sites web de qualité traitant du thème abordé ici, merci de compléter l'article en donnant les références utiles à sa vérifiabilité et en les liant à la section « Notes et références ».
Pour les articles homonymes, voir James Gray et Gray.
James Nicholas Gray, dit Jim Gray (né le 12 janvier 1944 et disparu en mer le 28 janvier 2007) est un informaticien américain. Chercheur attaché au département Microsoft Research de Microsoft, il fut récompensé du prix Turing en 1998 pour ses contributions à la recherche sur les bases de données et les transactions informatiques et ses applications techniques.

## Biographie
Gray est né à San Francisco, deuxième enfant d'Ann Emma Sanbrailo, une enseignante, et de James Able Gray, membre de l'armée américaine; la famille a déménagé à Rome, en Italie, où Gray a passé la plupart des trois premières années de sa vie; il a appris à parler italien avant l'anglais. La famille a ensuite déménagé en Virginie, où il a passé environ quatre ans, jusqu'à ce que les parents de Gray divorcent, après quoi il est retourné à San Francisco avec sa mère. Son père, un inventeur amateur, a breveté un design pour une cartouche de ruban pour machines à écrire qui lui a valu un important flux de redevances.
Après avoir été refusé à l'Air Force Academy, il est entré à l'Université de Californie à Berkeley en 1961. Pour aider à payer ses études, il a travaillé pour General Dynamics, où il a appris à utiliser une calculatrice Monroe. Découragé par ses notes en chimie, il quitta Berkeley pendant six mois, revenant après une expérience dans l'industrie qu'il décrira plus tard comme «épouvantable». Gray a obtenu son baccalauréat en mathématiques de l'ingénierie (mathématiques et statistiques) en 1966.
Après son mariage, Gray a déménagé avec sa femme Loretta dans le New Jersey, l'État d'origine de sa femme; elle y a obtenu un emploi d'enseignante et lui de chercheur aux Bell Labs, travaillant sur une simulation numérique qui devait faire partie de Multics. Chez Bell, il travaillait trois jours par semaine et passait deux jours en tant qu'étudiant au Courant Institute de l' Université de New York. Après un an, ils ont voyagé pendant plusieurs mois avant de s'installer à nouveau à Berkeley, où Gray a commencé son doctorat sous la direction de Michael A. Harrison. En 1969, il a obtenu son doctorat en langages de programmation, puis a effectué deux ans de postdoctoral chez IBM.
À Berkeley, Gray et Loretta ont eu une fille; ils ont ensuite divorcé. Gray s'est remarié avec Donna Carnes.

## Travaux
Gray a été chercheur et concepteur de logiciels notamment chez IBM, Tandem Computers et DEC. Il a rejoint Microsoft en 1995.
Gray a contribué à plusieurs grands systèmes de base de données et de traitement des transactions. Le System R d'IBM a été le précurseur des bases de données relationnelles SQL qui sont devenues un standard dans le monde entier. Pour Microsoft, il a travaillé sur TerraServer-USA et Skyserver.
Ses réalisations les plus connues sont :
- ACID, un acronyme décrivant les exigences pour un traitement fiable des transactions et sa mise en œuvre logicielle ;
- le verrouillage granulaire de la base de données [3] ;
- La sémantique de validation de transaction à deux niveaux ;
- La règle des cinq minutes pour l'allocation du stockage ;
- Le cube OLAP pour l'entreposage de données.

Il a participé au développement de Virtual Earth,,. Il a également été l'un des cofondateurs de la Conference on Innovative Data Systems Research.

## Disparition
James Gray, qui est un marin expérimenté, disparaît en mer le 28 janvier 2007, dans la baie de San Francisco. Aucun message de détresse n'est reçu par les garde-côtes. Les recherches suivent pendant quatre jours, sans succès. Le 1er février, des images satellite de la zone sont prises et soumises à l'analyse d'un groupe de milliers de volontaires, étudiants, collègues et amis de James Gray. Le bateau est retrouvé sur ces images, mais les conditions météo rendent impossible toute intervention.
Le 31 mai 2008, l'Université Berkeley organise un hommage au chercheur, en présence de sa famille.

## Publications
- (en) Jim Gray et Andreas Reuter, Transaction processing : concepts and techniques, San Mateo, Calif, Morgan Kaufmann Publishers, 1993 (ISBN 1-55860-190-2).
- (en) Jim Gray, The Benchmark Handbook : For Database and Transaction Processing Systems, San Mateo, Calif, M. Kaufmann Publishers, 1991, 334 p. (ISBN 978-1-55860-159-8).